# Рейган (округ, Техас)
Шаблон:StateAbbr_ 31°22′ пн. ш. 101°31′ зх. д. / 31.36° пн. ш. 101.52° зх. д.
Округ Рейган (англ. Reagan County) — округ (графство) у штаті  Техас, США. Ідентифікатор округу 48383.

## Історія
Округ утворений 1903 року.

## Демографія
За даними перепису 2000 року загальне населення округу становило 3326 осіб, зокрема міського населення було 2825, а сільського — 501. Серед мешканців округу чоловіків було 1667, а жінок — 1659. В окрузі було 1107 домогосподарств, 872 родин, які мешкали в 1452 будинках. Середній розмір родини становив 3,42.
Віковий розподіл населення поданий у таблиці:
| Стать    | До 15 років | 15-21 | 22-29 | 30-39 | 40-49 | 50-65 | 65-85 | Понад 85 |
| -------- | ----------- | ----- | ----- | ----- | ----- | ----- | ----- | -------- |
| Чоловіки | 437         | 213   | 133   | 251   | 270   | 208   | 146   | 9        |
| Жінки    | 456         | 188   | 140   | 243   | 244   | 201   | 163   | 24       |

## Суміжні округи
- Гласскок — північ
- Стерлінг — північний схід
- Том-Грін — схід
- Іріон — схід
- Крокетт — південь
- Аптон — захід
- Мідленд — північний захід

## Виноски
1. ↑  U.S. Decennial Census. United States Census Bureau. Архів оригіналу за 12 травня 2015. Процитовано 9 травня 2015.
2. ↑  Texas Almanac: Population History of Counties from 1850–2010 (PDF). Texas Almanac. Архів оригіналу (PDF) за 26 лютого 2015. Процитовано 9 травня 2015.
3. ↑  State & County QuickFacts. United States Census Bureau. Архів оригіналу за 17 липня 2011. Процитовано 23 грудня 2013.(англ.) Наведено за англійською вікіпедією.
4. ↑  American FactFinder. Бюро перепису населення США. Архів оригіналу за 26 лютого 2012. Процитовано 31 січня 2008.

| США | Це незавершена стаття з географії США. Ви можете допомогти проєкту, виправивши або дописавши її. |